# اره‌برقی تگزاس سه‌بعدی
اره‌برقی تگزاس سه‌بعدی (انگلیسی: Texas Chainsaw 3D) فیلمی در ژانر ترسناک و اسلشر است که در سال ۲۰۱۳ منتشر شد.

## بازیگران
- الکساندرا داداریو
- تانیا ریموند
- پال را
- بیل مسلی
- گونار هانسن
- کرام مالیکی-سانچز
- مریلین برنز
- ریچارد ریلی
- شان سیپس